# Torborg

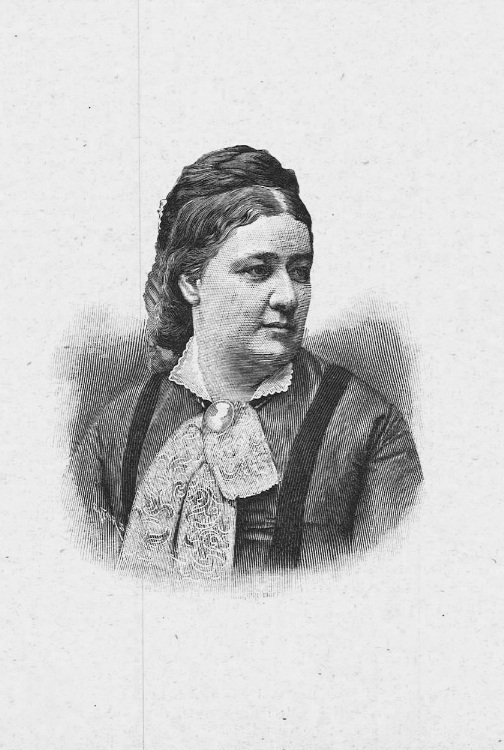
Thorborg Rappe på 1890-talet.

Torborg eller Thorborg är ett kvinnonamn med nordiskt ursprung. 
Bildat av gudanamnet Tor och efterleden borg - "beskydd". Namnet Thorborg förekommer på en sköldmö i den västgötska Rolf Götrikssons saga, men någon tidig användning av namnet finns inte belagd. En variant - Thorbjörg - förekom dock i Bohuslän på 1500-talet. Den moderna användningen av namnet har sitt upphov i 1800-talets nationalromantik och namnet var populärt en bit in på 1900-talet. Bland unga flickor är det nästan obefintligt. Torborg/Thorborg används också som efternamn.
Det fanns 31 december 2009 totalt 1 905 kvinnor i Sverige med förnamnet Torborg eller Thorborg, varav 485 hade det som tilltalsnamn. Det finns också en handfull män som heter Torborg som andranamn. Ingen flicka har fått det som tilltalsnamn det senaste decenniet, och endast ett par stycken per år har fått det som andranamn.
Namnsdag i Sverige: 17 juni  (Sedan 1901). I den finlandssvenska namnsdagslängden har Torborg namnsdag 19 september sedan starten 1929, då en egen namnsdagskalender togs i bruk för finlandssvenskar.

## Personer med förnamnet Torborg/Thorborg
- Torborg Chetkovich, verkställande direktör
- Torborg Kjellander, operettsångerska
- Torborg Nedreaas, norsk författare
- Thorborg Rappe, fackboksförfattare
- Torborg Stjerner, dansös, skådespelerska

## Personer med efternamnet Torborg/Thorborg
- Karin Thorborg, politiker (V)
- Kerstin Thorborg, operasångerska
- Søren Thorborg, dansk gymnast